# Y-chromosomalny Adam
Y-chromosomalny Adam – w teorii współczesnej genetyki hipoteza zakładająca, że istniał ostatni wspólny przodek w linii ojcowskiej (przodek patrylinearny), od którego pochodzą współcześni ludzie.
W pierwszej dekadzie XXI w. szacowano, że Y-chromosomalny Adam żył około 60–140 tys. lat temu w Afryce. W roku 2014 opublikowano jednak badania, wg których miało to miejsce ok. 338 tys. lat temu. Kolejni badacze zakwestionowali jednak te szacunki, wskazując na okres ok. 208 tys. lat temu. Między obiema grupami wywiązała się polemika.
Chromosom Y jest chromosomem płciowym przekazywanym wyłącznie od ojca do syna. Od Y-chromosomu Adama powinny pochodzić Y-chromosomy wszystkich współczesnych mężczyzn. Współcześni Y-chromosomalnemu Adamowi oraz część żyjących przed nim, mieli inny Y-chromosom, ale ich rody z biegiem czasu w linii męskiej wymarły.
Y-chromosomalny Adam stanowi odpowiednik tak zwanej mitochondrialnej Ewy, która żyła w Afryce ok. 140–240 tys. lat temu.